# Победино (Сахалинская область)
Побе́дино — село в Смирныховском городском округе Сахалинской области России.

## География
Село находится на берегу реки Побединка, на расстоянии 10 км от города Смирных, административного центра округа.

## История
До 1945 года село принадлежало японскому губернаторству Карафуто и называлось Котон (яп. 古屯). После передачи Южного Сахалина СССР село 15 октября 1947 года получило современное название, в честь победы Советского Союза над Японией.

## Население
| 2002 | 2010  | 2013  | 2021 |
| ---- | ----- | ----- | ---- |
| 1390 | ↘1182 | ↘1144 | ↘789 |

### Половой состав
Согласно результатам переписи 2002 года, в селе проживало 1390 человек (722 мужчины и 668 женщин).

### Национальный состав
Согласно результатам переписи 2002 года, в национальной структуре населения русские составляли 85 % из 1390 чел.

## Улицы
| - ул. Больничная, - ул. Вокзальная, - ул. Железнодорожная, - ул. Железнодорожная 1-я, - ул. Железнодорожная 2-я, - ул. Западная, | - ул. Заречная, - ул. Зелёная, - ул. Известковая, - пер. Киевский, - ул. Лесная, - пер. Минский, | - ул. Первомайская, - пер. Подгорный, - пер. Почтовый, - ул. Пролетарская, - ул. Речная, - пер. Рыбоводный, | - пер. Северный, - ул. Строительная, - ул. Цемзаводская, - ул. Центральная, - ул. Южная. |

## Инфраструктура
В селе функционируют МБОУ СОШ, детский сад, дом культуры и библиотека.

## Транспорт
В селе расположена станция Победино Сахалинского региона Дальневосточной железной дороги.

## Известные уроженцы
- Зайцев, Юрий Константинович (1951—2022) — советский тяжелоатлет. Олимпийский чемпион.